# Jessica Sula
Jessica Sula (Swansea, Reino Unido, 3 de mayo de 1994) es una actriz británica reconocida por interpretar el papel de Grace Blood en la serie de televisión británica Skins y por su participación en la película Split del director M. Night Shyamalan.

## Primeros años
Sula nació en Swansea, hija de una madre de Trinidad y Tobago con raíces afro-hispánicas y chinas y un padre con ascendencia alemana y estonia, Steven Sula. Ella creció en Gorseinon, donde ella terminó sus A-levels en español, francés y drama en Gorseinon College.

## Carrera
Sula hizo su debut actoral en 2011, interpretando a Grace Blood en la serie televisiva Skins.
Luego participó en la serie Love and Marriage de la cadena ITV Network en 2013. En 2015, Sula protagonizó el drama Recovery Road, junto al actor Sebastian de Souza. En 2016 interpretó a Marcia, una joven secuestrada por un hombre con trastorno de identidad disociativo en la película Split del director M. Night Shyamalan.

## Vida personal
Sula toca la guitarra y practica Karate.

## Filmografía
| Cine       | Cine              | Cine                  | Cine                                       |
| Año        | Película          | Rol                   | Notas                                      |
| ---------- | ----------------- | --------------------- | ------------------------------------------ |
| 2014       | Honeytrap         | Layla                 |                                            |
| 2016       | Split             | Marcia                |                                            |
| 2017       | The Lovers        |                       |                                            |
| 2023       | Malum             | Jessica Loren         |                                            |
| 2025       | Michael           | La Toya Jackson       |                                            |
| Televisión |                   |                       |                                            |
| Año        | Título            | Rol                   | Notas                                      |
| 2011–12    | Skins             | Grace Blood           | 14 episodios                               |
| 2013       | Love and Marriage | Scarlett Quilter      |                                            |
| 2015       | Eye Candy         | Morgan                | Episodio: "YOLO"                           |
| 2016       | Recovery Road     | Maddie Graham         | Elenco principal                           |
| 2016       | Lucifer           | Amy                   | Episodio: "Everything's Coming Up Lucifer" |
| 2017       | Godless           | Louise Hobbs          | 4 episodios                                |
| 2019       | Scream            | Olivia "Liv" Reynolds | Elenco principal                           |